# Јанкулешти (Арђеш)
Јанкулешти (рум. Ianculești) насеље је у Румунији у округу Арђеш у општини Шуичи. Oпштина се налази на надморској висини од 679 m.

## Становништво
Према подацима из 2002. године у насељу је живело 374 становника, од којих су сви румунске националности.